# QNB Finansbank
QNB Finansbank è una banca turca con sede a Istanbul, la più grande del Paese per capitalizzazione. Fondata dall'imprenditore Hüsnü Özyeğin nel 1987 come Finansbank, è stata in passato la banca turca con la più grande rete di filiali estere.
Nel 2016 il gruppo qatariota QNB ha rilevato Finansbank dalla National Bank of Greece (NBG), che ne aveva acquistato le attività nazionali dell'istituto nel 2006, cedendo contestualmente le attività internazionali alla Credit Europe Bank.
È quotata nell'indice BIST 100 della Borsa di Istanbul.

## Sussidiarie
- Finans Emeklilik
- Finans Faktoring
- Finans Invest
- Finans Leasing
- Finans Portföy
- Finans Tüketici Finansmanı
- IBTech
- eFinans